# أحمد محسن أنور
أحمد محسن أنور (مواليد 19 سبتمبر 1997 في البحرين) هو لاعب كرة قدم بحريني يجيد اللعب في مركز حارس المرمى. يلعب حاليا لصالح النجمة الذي ينافس في الدوري البحريني الممتاز منذ 2015.